# Gastão Raul de Forton Bousquet
Gastão Raul de Forton Bousquet (Santos, 23 de setembro de 1870 – Niterói, 17 de março de 1918) foi um poeta, cronista, escritor (romancista e humorista) e autor teatral brasileiro, além de ter exercido atividades como jornalista, redator-secretário, redator-chefe e delegado de polícia. Republicano e abolicionista de raízes francesas, destacou-se em fins do século XIX e início do século XX.

## Atividade literária
Gastão Bousquet notabilizou-se por seu humor, peças teatrais e comentários sobre a cidade e também religião. Deixou uma considerável, mas dispersa obra literária, na sua maioria nos jornais. Gastão Bousquet, como era conhecido, nasceu em Santos, a 23 de setembro de 1870, como filho do cônsul da França no Brasil e médico Alexandre Bousquet. Seus primeiros estudos foram feitos em Santos, com o professor Tiburtino Mondin Pestana, chegando até os preparatórios. Destinava-se à carreira jurídica, mas uma decidida vocação jornalística desviou-o dela, levando-o a ingressar muito moço, logo aos 16 anos, nas lutas da imprensa, no último período das duas campanhas, abolicionista e republicana, ao lado da esplêndida mocidade que secundava o trabalho dos condutores-chefes, principalmente ao lado dos moços da Bohemia Abolicionista, encabeçados por Pedro e Guilherme de Mello.
Em 1887, fundou em Santos, com Alberto Sousa, a Revista, folha literária e republicana. Transferiu-se para o Rio de Janeiro, sua primeira crônica foi publicada em 2 de março de 1889, ano da proclamação da República, e integrou a redação do Diário de Notícias, de Rui Barbosa, até 1891.

## Atividade profissional
Iniciou sua carreira jornalística ainda jovem no Diário de Notícias em 1889, seguiu a trajetória dos homens de letras da sua época, quando chegavam ao Rio de Janeiro. Para obterem reconhecimento e notoriedade, trocavam a vida provinciana pela capital. Gastão deixou a redação do Diário de Notícias em 1891, passando a integrar inicialmente o corpo de redatores do jornal Tempo e, posteriormente, de O País, de Quintino Bocaiúva, para substituir J. Guerra, pseudônimo de Urbano Duarte. Nesse periódico, estreou outro estilo jornalístico, passando a escrever textos humorísticos, com a assinatura de “J. Repórter”. Foi colaborador da Gazeta de Notícias, de Ferreira de Araújo, e da Cidade do Rio, dirigido por José do Patrocínio. Algum tempo depois, foi redator-chefe do Correio da Manhã e redator-secretário da edição da tarde do Jornal do Commercio. (Cf. O PAÍS. Rio de Janeiro, 18 mar.1918). Gastão Bousquet ainda voltou à sua terra, em 1901, entrando para a redação do Diário de Santos, em que permaneceu poucos meses, retornando à capital do país, onde durante 17 anos, foi um dos vultos principais da imprensa. Nos seus últimos anos foi redator do Correio da Manhã e correspondente da A Platéa, de São Paulo, cargos que ocupava quando morreu. No dia 17 de março de 1918, às 15h30, aos 47 anos de idade, faleceu Gastão Bousquet, em sua casa, na rua Valladas, número 13, em Niterói. Foi sepultado no cemitério de Maruí, daquela cidade. Entretanto, depoimentos de companheiros de imprensa, por ocasião da sua morte, revelaram que Gastão despediu-se dessa vida no mais completo anonimato. E, se um balanço do seu final de carreira fosse feito, certamente encerraria uma imagem melancólica do jornalista. Por ocasião do seu desaparecimento, vários jornais do Rio de Janeiro ressaltaram-lhe as qualidades:
talentoso e ilustrado, tanto fazia a crônica como o artigo político, tanto quantificava na primeira coluna como descia ao anonimato vago. E assim ele foi o repórter e redator, o secretário e o redator-chefe de vários jornais. Era um jornalista completo e competente que trabalhou toda a sua vida para deixar aos filhos um nome honrado e digno. (O PAÍS. Rio de Janeiro, 18 mar. 1918)

## Outras atividades
No período do governo provisório da República, em 1889, quando se encontrava na chefia da polícia do Rio de Janeiro o dr. Sampaio Ferraz, Bousquet foi delegado de uma das circunscrições policiais da cidade, e, quando governava o Estado do Rio o dr. Alfredo Backer, foi convidado a ocupar uma cadeira de deputado à Assembléia Legislativa do Estado, honra que recusou delicadamente, para não abandonar suas queridas lides jornalísticas. Na vida pessoal, ele realizou seu desejo de moço: casou-se com Noêmia e tiveram cinco filhos: Dulce, Ruy, Ruth, Alexandre e Maria. Depois de alguns anos de evidência na imprensa, ele foi esquecido, não sendo mais visto nas rodas literárias. Traduziu folhetins e eventualmente escrevia artigos de gêneros diversos para os jornais, sem ser, no entanto, colaborador efetivo. Retirou-se para uma isolada chácara em Niterói, onde vivia simples e reservadamente em companhia da esposa e dos filhos. Preocupações causadas por doença na família o prendiam ao lar. Trabalhava em casa e sustentava esposa e filhos com os parcos recursos que recebia pelos artigos que escrevia.

## Jornais e revistas em que trabalhou
- Bohemia Abolicionista
- Revista Diário de Notícias[5]
- A Tribuna[6]
- O Tempo
- O País
- Gazeta de Notícias
- Cidade do Rio
- Correio da Manhã
- Jornal do Commercio[7]
- Diário de Santos
- A Platéa

## Pseudônimos
J. Repórter; Conde de Santa Maria; G ou GB;

## Obras impressas
- Guanabara, revista, de colaboração com Arthur Azevedo.[3]
- Santo Antonio, burleta.[3]
- Nenem, burleta.[3]
- Tá fechado, revista de costumes santistas.[3]
- O Barba Azul, romance, com seis edições consecutivas.[3]